# Giraud Amalric
Giraud Amalric est un notaire marseillais du XIIIe siècle.

## Biographie
Giraud Amalric tient un registre (cartularium) entre le 13 mars et le 29 juillet 1248. Ce registre  compte 1031 actes. Il a été étudié par Louis Blancard. Il utilise la lettre de change, et plus précisément quarante entre le 16 et le 31 mars 1248. Ce document est considéré comme le plus ancien registre notarié conservé en France. 